# Landkreis Heidenheim
Landkreis Heidenheim er en af de mindste landkreise i den tyske delstat Baden-Württemberg. Den danner sammen med Ostalbkreis Region Ostwürttemberg i Regierungsbezirk Stuttgart. Landkreis Heidenheim grænser mod nord til Ostalbkreis, mod øst til de bayerissk-schwabiske landkreise Donau-Ries, Dillingen an der Donau og Günzburg, mod syd grænser den til Alb-Donau-Kreis og i vest til Landkreis Göppingen.

## Geografi
Landkreis Heidenheim ligger for en stor del på den østlige højslette i Schwäbische Alb, mod syd når den dog ind i Donaulavningen Donauried. Floden Brenz der er en biflod til Donau, løber gennem området fra nord mod syd, og den krydser delstatsgrænsen ved Bächingen og munder ud i Donau ved Lauingen. Landkreisens laveste punkt er 435 moh. i Brenzdalen ved Sontheim, og det højeste punkt er 718 moh. ved Gewann Bernswang nord for Steinheim-Gnannenweiler.
Der er omkring 115 navngivne byer, landsbyer, bebyggelser mv. i Landkreis Heidenheim.

## Byer og kommuner
Kreisen havde 132472 indbyggere pr. 2018-12-31

| Byer 1. Giengen an der Brenz, by (19666) 2. Heidenheim an der Brenz, by (49526) 3. Herbrechtingen (13051) 4. Niederstotzingen (4693) Verwaltungsgemeinschafte og kommuneforbund 1. Giengen an der Brenz med kommunen Hermaringen 2. Byen Heidenheim an der Brenz og kommunen Nattheim 3. "Sontheim-Niederstotzingen" Byen Niederstotzingen og kommunen Sontheim an der Brenz | Kommuner 1. Dischingen (4337) 2. Gerstetten (11599) 3. Hermaringen (2173) 4. Königsbronn (7134) 5. Nattheim (6162) 6. Sontheim an der Brenz (5508) 7. Steinheim am Albuch (8623) |